# Rox Sport
Rox es una compañía multinacional, originaria de la ciudad de Oviedo (Asturias), dedicada a la fabricación de calzado y ropa deportiva, produce también complementos de esquí y para montañismo.

## Historia
Rox Sport nace en el año 1980 en Oviedo, siendo la marca de ropa deportiva del grupo familiar Patric Sport. Paulatinamente el grupo empezó a crecer y a consolidarse, diseñando un catálogo de productos más amplio y variado para dar respuesta a toda la familia. En el año 1987 adquirió a su competidor, Roc Neige, una marca especializada en plumíferos.
Consolidado la empresa en España y consiguiendo resultados positivos, en 1997 decidieron expandirse a Portugal mediante el sistema de franquicias. A partir de ahí ha conseguido llegar a otros países como Hungría, Egipto o Australia.
En el año 2003 se añadió al grupo RX Sport, su marca de calzado, convirtiéndose de este modo en una de las mayores marcas españolas de moda deportiva, pasando de ser una pequeña empresa en sus inicios a una multinacional.
Desde sus comienzos el grupo Patric Sport ha sido un referente en la fabricación y distribución de textil y calzado deportivo, apostando por la tecnología, la innovación, la calidad y el diseño. Una de las claves de su éxito es la buena relación calidad-precio que ofrece en el mercado.
Rox es la marca de referencia del grupo y está dirigida a todos los públicos, disponiendo de colecciones para hombres y mujeres, así como ropa deportiva para niños. Por otra parte, RX Sport es la parte de la compañía que se encarga del calzado, siendo la última de las marcas que se añadió al grupo. Finalmente, Roc Neige, es la marca más especializada del grupo, marca de referencia en el textil deportivo técnico, en sus colecciones se incluye ropa y complementos de esquí y para montaña.
Patric Sport fue declarada en concurso de acreedores a principios del año 2013, cerrando varias tiendas. Patric Sport, que ha sido una de las marcas nacionales con mayor peso en el sector de artículos deportivos, liderando las ventas de productos en las gamas de primer precio, sigue manteniendo actualmente su actividad.